# 大西義宏
大西 義宏（おおにし よしひろ、1955年〈昭和30年〉12月12日 - ）は、日本のゴルファー、元俳優。大西 徹也→大西 徹哉（おおにし てつや）の芸名で俳優として活動していた。
大阪府出身。日本大学芸術学部映画学科卒業。

## 来歴・人物
大学卒業後、円谷プロ制作の特撮ドラマ『恐竜戦隊コセイドン』（東京12チャンネル）のコセイダー／トキ・ゴウ役でデビュー。以後もテレビ、映画で得意の空手を活かしつつ活動していた。『仮面ライダー (スカイライダー)』の主役オーディションにも参加していた。
プロデューサーや周囲の人間に誘われて始めたゴルフにはまり、俳優を引退。研修生を経てプロゴルファーとなる。現在は日本プロゴルフ協会A級ティーチングプロとして活躍中。
俳優時代、特技は少林寺拳法、趣味は作詞・作曲と紹介されていた。兄が居る。

## 俳優時代の出演作品

### テレビドラマ
- 恐竜戦隊コセイドン（1978年 - 1979年、12CH） - 主演・トキ・ゴウ / コセイダー
- 特捜最前線（ANB）
  - 第151話「喝采・地上20メートルの密室!」（1980年） - 土門
  - 第240話「サンタクロース殺人事件!」（1981年） - 浜崎
  - 第279話「誘拐 ホームビデオ挑戦状!」（1982年）
- 特命刑事  第6話「黒い狼」（1980年、NTV）
- 仮面ライダースーパー1  第12話「強敵あらわる! 赤心少林拳敗れたり」、第13話「見つけたり! 必殺"梅花"の技」（1981年、MBS） - 大石秀人（ライギョン、ギョストマ人間態）
- 西部警察 第109話「西部最前線の攻防 前編」（1981年、ANB） - 前田達彦
- 警視庁殺人課  第25話「警視庁殺人課全員殉職! PART-1」、第26話「警視庁殺人課全員殉職! PART-2」（1981年、ANB）
- 宇宙刑事ギャバン  第19話「午前6時蒸着! Zビームチャージ完了」（1982年、ANB） - キョウリュウダブラー人間態

### 映画
- サーキットの狼（1977年、東映）
- 仮面ライダースーパー1（1981年、東映） -  蛇塚蛭夫（ヘビンダー人間態）
- ダンプ渡り鳥（1981年、東映） - 風見健太郎
- 大日本帝国（1982年、東映） - 片山
- 誘拐報道（1982年、東映）